# K'inich Janaab' Pakal
K'inich Janaab' Pakal, Pakal den Store, född 23 mars 603, död 28 augusti 683, var kung i mayastaten Palenque mellan 615 och 683.